# Lspci
lspci è un comando delle piattaforme Unix-like. Esso viene lanciato da root e serve per elencare le periferiche e i bus PCI.

## Esempio di utilizzo
Esempio di output su un sistema Linux: 
```
# lspci
00:00.0 Host bridge: Intel Corporation 82815 815 Chipset Host Bridge and Memory Controller Hub (rev 11)
00:02.0 VGA compatible controller: Intel Corporation 82815 CGC [Chipset Graphics Controller] (rev 11)
00:1e.0 PCI bridge: Intel Corporation 82801 Mobile PCI Bridge (rev 03)
00:1f.0 ISA bridge: Intel Corporation 82801BAM ISA Bridge (LPC) (rev 03)
00:1f.1 IDE interface: Intel Corporation 82801BAM IDE U100 (rev 03)
00:1f.2 USB Controller: Intel Corporation 82801BA/BAM USB (Hub #1) (rev 03)
00:1f.3 SMBus: Intel Corporation 82801BA/BAM SMBus (rev 03)
00:1f.4 USB Controller: Intel Corporation 82801BA/BAM USB (Hub #2) (rev 03)
00:1f.5 Multimedia audio controller: Intel Corporation 82801BA/BAM AC'97 Audio (rev 03)
01:03.0 CardBus bridge: O2 Micro, Inc. OZ6933/711E1 CardBus/SmartCardBus Controller (rev 01)
01:03.1 CardBus bridge: O2 Micro, Inc. OZ6933/711E1 CardBus/SmartCardBus Controller (rev 01)
01:0b.0 PCI bridge: Actiontec Electronics Inc Mini-PCI bridge (rev 11)
02:04.0 Ethernet controller: Intel Corporation 82557/8/9 [Ethernet Pro 100] (rev 08)
02:08.0 Communication controller: Agere Systems WinModem 56k (rev 01)
```

Se molti dispositivi sono indicati come "Unknown device" (sconosciuto) è utile utilizzare il comando 'update-pciids' per poterli visualizzare correttamente.

## Altre piattaforme
Il comando equivalente per FreeBSD è pciconf -l. pciconf è in grado di effettuare anche altre funzioni come leggere e scrivere i registri del bus PCI.